# Nový Poddvorov
Nový Poddvorov település Csehországban, Hodoníni járásban. Nový Poddvorov Prušánky, Starý Poddvorov és Čejkovice településekkel határos. Lakosainak száma 228 fő (2024. január 1.).

## Népesség
A település lakosságának változását az alábbi diagram mutatja:
| Lakosok száma | 165  | 221  | 285  | 299  | 255  | 184  | 202  | 206  | 228  | 228  |
|               | 1869 | 1900 | 1921 | 1961 | 1980 | 2011 | 2016 | 2019 | 2021 | 2024 |